# Hookeriopsis hospitans
Hookeriopsis hospitans là một loài Rêu trong họ Hookeriaceae. Loài này được (Schimp. ex Besch.) A. Jaeger mô tả khoa học đầu tiên năm 1877.